# 新費多里夫卡 (巴什坦卡區)
47°54′53″N 33°0′2″E / 47.91472°N 33.00056°E
新費多里夫卡（烏克蘭語：Новофедорівка）是位於烏克蘭南部尼古拉耶夫州巴什坦卡區的村莊，面積0.47平方公里，海拔高度121米，2001年人口305，人口密度每平方公里648.9人。